# Strong Arm of the Law
Albums de Saxon
Wheels of Steel
(1980) Denim and Leather
(1981)
Strong Arm of the Law est le troisième album studio du groupe de heavy metal anglais Saxon. Il est sorti le 1er septembre 1980 et a été produit par Pete Hinton et Saxon.

## Titres
- Paroles, musiques, arrangement : Byford, Quinn, Oliver, Dawson, Gill
- 5 derniers titres : bonus réédition 1997 - Live à l'Hammersmith Odeon, décembre 1981

1. Heavy Metal Thunder [4 min 20 s]
2. To Hell And Back Again [4 min 44 s]
3. Strong Arm Of The Law [4 min 39 s]
4. Taking Your Chances [4 min 19 s]
5. 20,000 FT [3 min 16 s]
6. Hungry Years [5 min 18 s]
7. Sixth Form Girls [4 min 19 s]
8. Dallas 1 PM [6 min 29 s]
9. 20.000 FT [3 min 30 s]
10. Dallas 1 PM [6 min 18 s]
11. Hungry Years [5 min 56 s]
12. Strong Arm Of The Law [4 min 52 s]
13. Heavy Metal Thunder [4 min 01 s]

## Composition du groupe
- Biff Byford, chant
- Paul Quinn, guitare
- Graham Oliver, guitare
- Steve Dawson, basse
- Pete Gill, batterie

## Crédits
- Produit par Pete Hinton & Saxon
- Réalisation (1 à 8) de Will Reid Dick
- Titres 9, 10, 11 : 1997
- Titres 12, 13 : 1982